# Hapi (Horov sin)
Članek govori pogrebnem božanstvu, Horovemu sinu Hapiju. Za boga Nila Hapija glej Hapi (bog Nila).
| H | Aa5 · p | i | i |

| H | Aa5 · p | i | i |

Hapi je bil v staroegipčanski mitologiji eden od štirih Horovih sinov, v pogrebni književnosti prikazan kot čuvaj Ozirisovega prestola v egipčanskem podzemlju.  Bil je sin Heru-ura in Izide ali Serket. Običajno je upodobljen z glavo grivastega pavijana. Njegova naloga je bila ščititi pljuča pokojnika, zato so bili pokrovi kanopskih vrčev s pljuči oblikovani kot pavijanova  glava. Hapija samega je ščitila boginja Neftis. Če se je Hapijeva podoba  naslikala na steno krste, je morala biti krsta obrnjena tako, da je njegov obraz gledal proti severu.  S spremembo načina mumificiranja v tretjem vmesnem obdobju mumificiranih notranjih organov niso več polagali v kanopske vrče, ampak v notranjost mumije, kamor so položili tudi Hapijev amulet.
Ker je utopitev oblika smrti, povezana s pljuči, je božanstvo dobilo ime gosi, ker plava na vodi.  V tem imenu je tudi hieroglif,  ki naj bi bil povezan z vodenjem čolna (h-p- – krmilo), čeprav njegova natančna narava ni znana. Hapi je bil zato včasih povezan s plovbo, čeprav je v starejših zapisih opisan  kot velik tekač. Urok na strani 521 Sarkofaških besedil pravi:
Ti si velik tekač; pridi, da se boš pridružil mojemu očetu in ne bodi daleč v tem, Hapi, saj si največji od mojih otrok – tako pravi Hor.
V uroku 151 v Knjigi mrtvih je naslednje besedilo:
Prišel sem, da bi bil tvoja zaščita, o, N! Združil sem tvojo glavo in tvoje ude, potolkel tvoje sovražnikepod teboj in dal sem ti glavo za vedno.
Kot eden od štirih stebrov Šuja  in eno od štirih nebesnih  krmil je bil Hapi povezan s severom, in se kot tak posebej omenja v uroku 148 v Knjigi mrtvih.